# Marius Smariset
Marius Smariset (né le 3 mai 1977) est un ancien sauteur à ski norvégien.

## Palmarès

### Coupe du Monde
- Meilleur classement final: 88e en 1999.
- Meilleur résultat: 26e.

### Coupe Continentale
- Meilleur classement final: 2e en 1999.